# Derby delle Midlands Orientali
Il derby delle Midlands Orientali (in inglese East Midlands derby) è il derby che vede sfidarsi le due principali squadre di calcio delle Midlands Orientali, il Derby County e il Nottingham Forest.
Secondo un sondaggio dell'aprile 2008, il derby delle Midlands Orientali è stato classificato come undicesima stracittadina più sentita tra tutte le squadre inglesi. Inoltre 9 tifosi su 10 di entrambi i club, identificano l'altra squadra come la loro più acerrima rivale. Dal 2007, in ogni incontro tra le due squadre viene messo in palio il Brian Clough Trophy, trofeo in memoria di Brian Clough, allenatore che ha ottenuto grandi successi su entrambe le panchine. Il primo match di questa competizione si è tenuto nel luglio 2007 al Pride Park Stadium, partita che vide il Derby imporsi sul Forest per 2-0. Il Forest è l'attuale detentore del trofeo, avendo vinto per 1–0 al City Ground il 6 novembre 2015.

## Storia

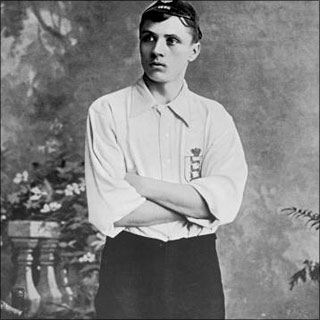
Steve Bloomer, top scorer dell'East Midlands derby.

La prima gara ufficiale tra le due squadre venne giocata il 1º ottobre 1892 al Racecourse Ground di Derby ed era valida per il campionato di Football League Division One, partita che vide il Forest vincere per 3-2. Anche se i club sono rivali per la loro vicinanza geografica, la rivalità crebbe molto intensamente alla fine degli anni settanta, quando Brian Clough venne scelto come nuovo allenatore del Forest, lasciando costernati i tifosi del Derby. Alcuni commentatori sportivi infatti descrivono questa rivalità più dovuta al fatto che tutti e due i club vogliono avere in eredità la memoria di Clough, più che una rivalità geografica.
Il 2 novembre 2008 l'arbitro Stuart Attwell finisce al centro dell'attenzione per aver annullato due gol al Derby nei minuti finali della gara, per aver ammonito otto giocatori e per aver estratto il cartellino rosso al centrocampista del Forest Lewis McGugan. L'allenatore del County Paul Jewell dichiarò di essere rimasto sconcertato dall'operato di Attwell, accusando il venticinquenne arbitro di aver perso il controllo della gara e di aver rubato ai Rams una vittoria ormai certa. Tutto il rumore generato dalla partita, fece in modo che il capo degli arbitri Keith Hackett chiamò a colloquio Stuart Attwell per un incontro faccia a faccia, il quale portò all'esclusione di Attwell dalle designazioni della settimana successiva. Giorni dopo il match, Jewell disse alla stampa che un membro della Football Association lo aveva contattato e aveva dichiarato che il secondo gol del Derby era regolare.
L'odio tra le due squadre crebbe ancora di più quando Billy Davies, ex allenatore del Derby, accettò l'incarico come allenatore del Forest nel dicembre 2009, oltre alle firme di diversi giocatori del County quali Lee Camp, Robert Earnshaw and Dexter Blackstock. Il percorso inverso lo fecero invece l'ex allenatore dei Reds Nigel Clough e il beniamino dei tifosi del Forest Kris Commons. Due avvincenti scontri in FA Cup, uno dei quali vide il Derby ribaltare il 2-0 iniziale fino al 2-3 al termine della partita giocata al City Ground, prima volta dal 1971, non aiutò certo a portare la pace tra i due club. Inoltre il comportamento nel dopo partita di Robbie Savage, non lo fece ben volere dai tifosi del Forest. Dopo la partita del 29 agosto 2009, match che vide il Forest vincere per 3-2 dopo sei anni e mezzo, scoppiò una lite tra i giocatori delle due squadre dopo che Nathan Tyson andò a festeggiare sotto la curva dei tifosi del County con una bandierina del calcio d'angolo con il logo del Forest, incidente che venne subito analizzato dalla FA, investigazione che portò ad una multa per entrambe le squadre per non essere riuscite a controllare i propri calciatori, mentre Tyson venne accusato di condotta impropria. Alla fine il Derby venne multato di 20.000 sterline, 10.000 delle quali vennero sospese con la condizionale, oltre a 400 sterline per i costi dell'investigazione. Il Nottingham Forest venne invece multato di 25.000 sterline, 10.000 delle quali anch'esse sospese con la condizionale, oltre a 1.200 sterline per i costi dell'investigazione; infine Tyson venne multato di ben 5.000 sterline per il suo comportamento. Una seconda rissa scoppiò nel gennaio 2010 dopo che il giocatore dei Reds Chris Gunter spinse James McEveley, il quale stava procedendo ad una rimessa laterale. La federazione inglese anche in questo caso aprì un'inchiesta, mentre l'ex manager del Derby Billy Davies dichiarò alla stampa di essere stato attaccato da Nigel Clough durante il parapiglia, dichiarazione alla quale seguì una denuncia formale all'associazione degli allenatori. Il derby vide altre espulsioni nei successivi quattro match, due contro i giocatori del Derby (Dean Moxey e Frank Fielding) e due contro il Forest (Marcus Tudgay e Dexter Blackstock, entrambi ex giocatori del Derby).

## Statistiche

### Partite ufficiali
I due club si sono sfidati 97 volte in partite ufficiali, di cui 88 volte in Football League, otto volte in FA Cup e una in League Cup.
| Competizione    | Giocate | Vittorie del County | Pareggi | Vittorie del Forest | Reti del County | Reti del Forest |
| --------------- | ------- | ------------------- | ------- | ------------------- | --------------- | --------------- |
| Football League | 88      | 30                  | 21      | 37                  | 133             | 136             |
| FA Cup          | 8       | 4                   | 2       | 2                   | 12              | 8               |
| League Cup      | 1       | 0                   | 0       | 1                   | 1               | 2               |
| Totale          | 97      | 34                  | 23      | 40                  | 146             | 146             |

### Double in campionato
| Stagione | Campionato                   | Vincitore del Double | Risultato a Derby | Risultato a Nottingham |
| -------- | ---------------------------- | -------------------- | ----------------- | ---------------------- |
| 1892–93  | First Division               | Nottingham Forest    | 2–3               | 1–0                    |
| 1893–94  | First Division               | Nottingham Forest    | 3–4               | 4–2                    |
| 1895–96  | First Division               | Derby County         | 4–0               | 2–5                    |
| 1897–98  | First Division               | Derby County         | 5–0               | 3–4                    |
| 1903–04  | First Division               | Nottingham Forest    | 2–6               | 5–1                    |
| 1904–05  | First Division               | Derby County         | 3–2               | 0–1                    |
| 1911–12  | Second Division              | Derby County         | 1–0               | 1–3                    |
| 1921–22  | Second Division              | Nottingham Forest    | 1–2               | 3–0                    |
| 1925–26  | Second Division              | Derby County         | 2–0               | 1–2                    |
| 1953–54  | Second Division              | Nottingham Forest    | 1–2               | 4–2                    |
| 1954–55  | Second Division              | Nottingham Forest    | 1–2               | 3–0                    |
| 1971–72  | First Division               | Derby County         | 4–0               | 0–2                    |
| 1987–88  | First Division               | Nottingham Forest    | 0–1               | 2–1                    |
| 1989–90  | First Division               | Nottingham Forest    | 0–2               | 2–1                    |
| 2010–11  | Football League Championship | Nottingham Forest    | 0–1               | 5–2                    |
| 2011–12  | Football League Championship | Derby County         | 1–0               | 1–2                    |

### Partite non ufficiali
Oltre alle partite giocate in campionato e nelle coppe inglesi, ci sono stati altri 26 incontri nelle competizioni minori di diversa importanza. La maggior parte di questo tipo di partite, sono state giocate nei periodi delle due guerre mondiali, come la Wartime Cup e gli incontri nei campionati regionali, istituiti durante la prima e la seconda guerra mondiale per mantenere vivo il mondo calcistico durante i due conflitti. Ci fu anche uno scontro tra le due squadre nella Coppa Anglo-Italiana.
| Competizione                                     | Giocate | Vittorie del County | Pareggi | Vittorie del Forest | Reti del County | Reti del Forest |
| ------------------------------------------------ | ------- | ------------------- | ------- | ------------------- | --------------- | --------------- |
| Coppa Anglo-Italiana                             | 1       | 1                   | 0       | 0                   | 3               | 2               |
| Brian Clough Trophy Match inaugurale             | 1       | 1                   | 0       | 0                   | 2               | 0               |
| Football League North                            | 6       | 3                   | 1       | 2                   | 15              | 12              |
| Football League South                            | 2       | 1                   | 1       | 0                   | 4               | 3               |
| Midland Section                                  | 4       | 1                   | 0       | 3                   | 7               | 13              |
| United Central League                            | 4       | 2                   | 1       | 1                   | 6               | 2               |
| Match celebrativo per la giornata della vittoria | 1       | 0                   | 1       | 0                   | 2               | 2               |
| Match celebrativo per la vittoria sul Giappone   | 1       | 1                   | 0       | 0                   | 4               | 1               |
| Football League War Cup                          | 6       | 3                   | 2       | 1                   | 10              | 8               |
| Totale                                           | 26      | 13                  | 6       | 7                   | 53              | 43              |

### Partite complessive
| Competizione               | Giocate | Vittorie del County | Pareggi | Vittorie del Forest | Reti del County | Reti del Forest |
| -------------------------- | ------- | ------------------- | ------- | ------------------- | --------------- | --------------- |
| Competizioni ufficiali     | 97      | 34                  | 23      | 40                  | 146             | 145             |
| Competizioni non ufficiali | 26      | 13                  | 6       | 7                   | 53              | 43              |
| Totale                     | 123     | 47                  | 29      | 47                  | 198             | 188             |

## Cambi di maglia
Dalla seconda guerra mondiale circa 30 giocatori hanno giocato per entrambe le squadre, la maggior parte dei passaggi da una squadra all'altra si è verificata tra gli anni settanta e gli anni ottanta. Il più famoso cambio di maglia fu quello di Brian Clough, tuttora ricordato dai tifosi di entrambi i club come il miglior manager della propria storia.

### Allenatori

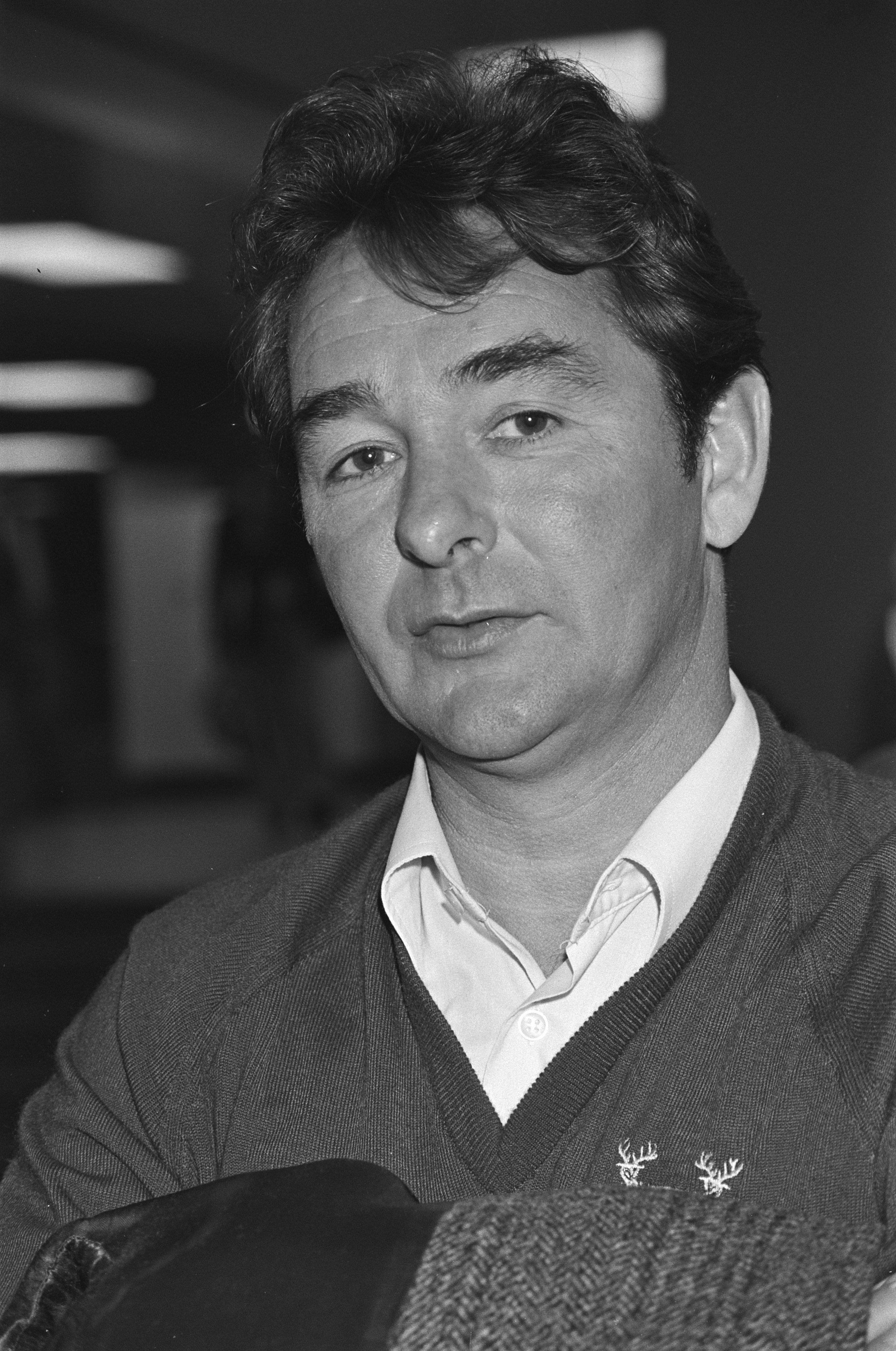
Brian Clough, allenò prima il Derby County per poi passare al Nottingham Forest.

Il primo allenatore che si sedette sulle panchine dei due club fu Harold Wightman. Wightman giocò tra il 1919 e il 1927 con la maglia del Derby, per poi diventare assistente allenatore di George Jobey, sempre al Derby County; venne poi scelto come allenatore del Nottingham Forest nel periodo tra il 1936 e il 1939. Anche Peter Taylor fece lo stesso cammino di Wightman, divenne prima assistente sulla panchina del Derby tra il 1967 e il 1973, passò poi al Forest sempre come assistente nel periodo dal 1976 al 1982, per poi diventare il primo allenatore del Derby County nel 1982, incarico che ultimò nel 1984, anno del suo ritiro dal mondo del calcio.
Fu invece Dave Mackay il primo allenatore ad esser stato il capo allenatore di entrambe le squadre. Mackay, dopo aver allenato il Forest tra il 1972 e il 1973, passò al Derby nel 1973 come sostituto di Brian Clough, il quale divenne successivamente il secondo uomo ad aver allenato entrambe le squadre. Mackay vince la First Division nella stagione 1974-75, secondo titolo in quattro stagioni per i Rams.
Brian Clough allenò il Derby County nel periodo che va da giugno 1967 ad ottobre 1973, vincendo il campionato di Second Division nel 1968-69, portando il Derby in First Division, campionato anch'esso vinto nella stagione 1971-72. Nella stagione successiva, il Derby County fu protagonista della controversa semifinale di Coppa dei Campioni contro la Juventus. Clough divenne il manager del Nottingham Forest nel gennaio 1975, dopo aver allenato il Brighton e esser stato il manager del Leeds United per soli 44 giorni. Clough prese il posto di Allan Brown, il quale a sua volta aveva sostituito Mackay, in un periodo difficile del Forest a causa della brutta situazione di classifica in Second Division. Durante la stagione 1977-78, il Forest di Clough vinse il campionato di First Division, alla prima stagione dopo la promozione dalla Second Division dell'anno precedente, vincendo inoltre nello stesso anno la League Cup. Nella stagione successiva, il Forest rivinse la League Cup e riuscì inoltre a vincere la sua prima Coppa dei Campioni. Nel 1979-80 il Forest non riuscì a vincere per la terza volta consecutiva la League Cup, venendo sconfitta dal Wolverhampton in finale, sconfitta però che venne addolcita dalla seconda vittoria del titolo europeo. I Reds vinsero altre due League Cup negli anni successivi, sempre sotto la guida di Clough. Clough riuscì a vincere la First Division sia con il Forest che con il Derby, diventando così il primo allenatore a vincere il campionato con due squadre differenti dopo le vittorie di Herbert Chapman. Lasciò il club nel 1993, dopo la retrocessione del Forest dalla neonata Premier League alla Championship.
Clough won the First Division with both Forest and Derby, becoming the first man to win it with two different clubs since Herbert Chapman. He left the club in 1993.
Il 31 dicembre 2008 il Forest annunciò Billy Davies come nuovo allenatore. Davies era rimasto senza panchina da quando venne allontanato dalla panchina del Derby nel novembre 2007, diventando così il terzo allenatore ad allenare entrambe le squadre. Il quarto manager fu invece Steve McClaren, allenando prima il Forest per 112 giorni nel 2011, passando poi al Derby nell'Ottobre 2013, panchina che tenne fino alla fine della stagione 2014-15.

### Giocatori

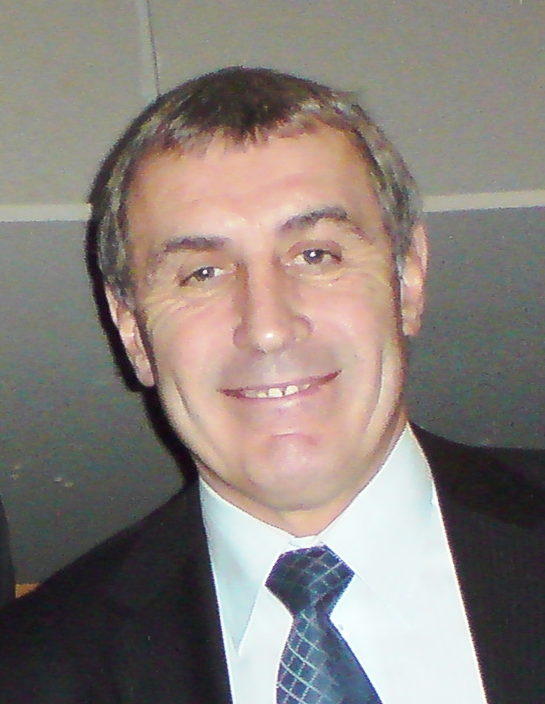
Peter Shilton, vinse due Coppe dei Campioni con il Forest per poi passare al Derby.

Più di 30 giocatori hanno vestito le maglie sia del Derby che del Forest, la maggior parte di essi ha giocato tra gli anni settanta e gli anni ottanta, quando il manager del Forest Clough, riuscì a portare a Nottingham diversi giocatori che aveva allenato durante la sua carriera come allenatore dei Rams. Però il primo giocatore a vestire entrambe le maglie fu l'attaccante scozzese Stewart Imlach il quale, dopo l'incolore stagione 1954-55 con la maglia del Derby, passò l'anno successivo ai rivali del Forest per 5.000 sterline. Imlach fece parte della squadra che vinse la FA Cup del 1959, battendo in finale il Luton Town.
Il secondo passaggio diretto di un giocatore da una squadra all'altra, fu quello di Alan Hinton. Hinton giocò per i Reds dal 1963 al 1967, quando venne firmato dal Derby County guidato da Clough per una cifra pari a 30.000 sterline. Il Forest ha sempre visto Hinton come un giocatore poco entusiasmante, venne infatti soprannominato Gladys per la sua propensione a sottrarsi al contratto fisico, così che molti dirigenti del Forest furono favorevoli alla cessione. Le convinzioni del Forest furono però sbagliate, Hinton giocò 253 partite con la maglia dei Rams nei successivi 8 anni, segnando 63 gol e vincendo due campionati. Altri trasferimenti dal Forest al Derby a cavallo tra la fine degli anni sessanta e l'inizio degli anni settanta video i passaggi diretti di Terry Hennessey e Henry Newton, mentre Frank Wignall passò giocò con la maglia dei Wolves prima di passare al Derby. Tutti e tre i giocatori lasciarono il segno nella storia del Derby, aiutando il County a vincere diversi trofei dal 1969 al 1975.
Dopo l'arrivo di Clough a Nottingham, nel 1975 il Forest firmò diversi ex giocatori del Derby. Sia John O'Hare che John McGovern seguirono Clough al Leeds United nel 1974 prima di passare al Forest, squadra con cui riuscirono a vincere due Coppe dei Campioni. Archie Gemmill passo direttamente dal Derby al Forest nel 1977, venne poi seguito cinque anni più tardi da Colin Todd, il quale aveva lasciato quattro anni prima il County. Degno di nota il fatto che, tre anni dopo aver finito la sua esperienza con il Forest, Gemmill rivestì la maglia del Derby nel 1982, diventando così l'unico giocatore ad esser riuscito a vestire la maglia del Derby, nonostante il suo passato al Forest. Charlie George, voluto da Mackay al Derby, giocò nel County dal 1975 al 1978, approdando poi nel 1980 al Forest in prestito dal Southampton, prima di rifirmare per il Derby nel 1982, giocando 11 gare.
Il passaggio nella direzione opposta venne compiuto da tre giocatori del Forest, vincitori della Coppa dei Campioni, i quali firmarono poi per il Derby. Il trasferimento più famoso è quello di Peter Shilton, il quale lasciò il Forest per il Southampton nel 1982, firmando poi un contratto quinquennale con il Derby nel 1987. Il trasferimento che viene tuttora ricordato dai tifosi del Forest come infame, fu quello di John Robertson. Robertson venne firmato da Peter Taylor nel 1983, trasferimento altamente contestato che ebbe anche strascichi legali in tribunale. Clough pensò che il ex amico Taylor avesse forzato la mano per ottenere il trasferimento di Robertson, Clough così interruppe tutti i contatti con Taylor e i due non riuscirono più a riconciliarsi prima della morte di Taylor, avvenuta a Maiorca nell'Ottobre 1990. Un altro ex vincitore della Coppa dei Campioni che passò poi al Derby fu Kenny Burns, il quale giocò un solo anno con il Derby, dal 1984 al 1985. Tutti e tre i giocatori firmarono per il Derby quando i ricordi dei successi del Forest erano ancora vivi nella memoria di tutti, mentre il Derby era in una fase incolore della sua storia.
Da quel momento in poi, solo alcuni giocatori di livello riuscirono a giocare con entrambi i club. Tra essi ci sono stati i portieri John Middleton, Steve Sutton e Lee Camp, i difensori Gary Charles, Gary Mills e Darren Wassall, i centrocampisti Steve Hodge, Glyn Hodges, Darryl Powell e Lars Bohinen, oltre agli attaccanti Mikkel Beck, Dexter Blackstock e Dean Saunders. Il 30 maggio 2008 Robert Earnshaw diventò il primo giocatore a passare direttamente da una squadra all'altro dopo 15 anni (dal trasferimento di Gary Charles nel 1993), quando il Derby accettò l'offerta di 2,65 milioni di sterline fatta dal Forest per portare il giocatore al City Ground, dopo un solo anno passato al Pride Park. Il passaggio opposto venne fatto tre giorni dopo dall'attaccante Kris Commons, il quale venne prima svincolato dal Forest e poi firmato dal Derby, così da evitare un passaggio diretto tra i due club. Dopo aver rifiutato l'estensione contrattuale con il Forest nel maggio 2011, l'attaccante Nathan Tyson accetta la proposta del Derby County nel giugno 2011. A luglio del 2015, l'ex attaccante del Derby Jamie Ward, passa gratuitamente al Forest dopo esser stato rilasciato nell'estate stessa dal County.

## Record
I record seguenti sono basati esclusivamente sugli incontri in partite ufficiali:
- La maggior vittoria casalinga in una partita di campionato è stata il 5-0 del Derby County nella gara giocata al Baseball Ground l'11 aprile 1898, risultato eguagliato il 22 marzo 2014 al Pride Park.
- La maggior vittoria in trasferta valida per il campionato è stato il 2-6 a favore del Nottingham Forest, partita giocata il 14 novembre 1903 al Baseball Ground.
- Il maggior numero di gol in una sola partita è stato registrato sempre nella partita del 14 novembre 1903, con ben otto reti segnate.
- Steve Bloomer, giocatore del Derby County, detiene il record per il maggior numero di reti segnate nel derby, ben 26 segnate nel periodo dal 1892 al 1912.
- Record di presenze: 62.017 spettatori registrati al National Sports Centre di Crystal Palace, nella partita valida per la finale di FA Cup del 1897-98 giocata il 16 aprile 1898, vinta dal Forest per 3-1.
- Record di presenze in campionato: 42.074 spettatori il 14 marzo 1970, partita giocata al City Ground e vinta dal Derby per 1-3.
- Record negativo di presenze: circa 3.000 spettatori nella gara giocata al Baseball Ground il 20 aprile 1899, partita vinta dal Derby per 2–0

## Brian Clough Trophy
Nel 2007 venne deciso che ogni qualvolta le due squadre si incontrino in campionato o in coppa, venga assegnato il Brian Clough Trophy, trofeo istituito in memoria del più amato manager di entrambi i club, alla squadra vincitrice. Il match inaugurale venne giocato al Pride Park nel luglio 2007 e fu il Derby County ad aggiudicarsi il trofeo, battendo per 2-0 il Forest. La prima vittoria dei Reds fu il 3-2 casalingo nella partita di campionato giocata il 29 agosto 2009. Il Nottingham Forest è l'attuale detentore del titolo, avendo vinto per 1-0 il match di campionato giocato al City Ground il 6 novembre 2015.

## Incidenti tra tifoserie
Il 23 gennaio 2009, data in cui si svolte il match di ritorno tra le due squadre valido per il campionato e giocato dal Pride Park Stadium, vide più di 32.000 spettatori presenti, vide i tifosi delle due squadre affrontarsi al Florence Nightingale di Derby, dove i supporter dei Reds lanciarono due teste di pecora contro i tifosi rivali. Il 29 marzo 2010 sei tifosi del Forest e sei tifosi del Derby vennero giudicati colpevoli dal tribunale di Derby per i reati connessi all'incidente. Ad iniziare gli scontri fu il quarantanovenne Ian Innes, un supporter del Derby che guidò gli attacchi contro i tifosi dei Reds; Innes venne condannato a 20 mesi di prigione e all'inibizione per 10 anni da qualsiasi incontro calcistico giocato in Inghilterra ed in Galles. Il figlio venticinquenne Stephen venne invece ritenuto colpevole di aver preso parte ai disordini e venne condannato ad un anno di prigione ed a sei anni di interdizione da tutte le partite giocate nel Regno Unito. Il giudice giudicò Ian Innes come una "completa disgrazia per il genere umano".
Il derby giocato a settembre 2012 si concluse con l'arresto di 13 persone, fortunatamente però la partita si svolse senza alcun incidente grave.